# Хелен Гибсон
Хе́лен Ги́бсон (англ. Helen Gibson; 27 августа 1892, Кливленд, Огайо — 10 октября 1977, Розберг, Орегон) — американская киноактриса, артистка водевилей, выступала с акробатическими трюками с лошадьми, участвовала в родео. Считается первой американской профессиональной женщиной-каскадёром. Звезда киносериалов, много снималась в вестернах.

## Биография
Ро́уз О́гаст Уэ́нджер (настоящее имя актрисы) родилась 27 августа 1892 года в городе Кливленд (штат Огайо, США). Её родители были швейцарско-немецкого происхождения, отца звали Фред, мать — Энни, фамилия их была Венгер, но англизированная форма стала звучать как Уэнджер. У Роуз было четыре сестры. Поскольку отец очень хотел сына, то он всячески поощрял Роуз быть так называемым «сорванцом». В 17-летнем возрасте (летом 1909 года) девушка впервые побывала на шоу «Дикий Запад», очень впечатлилась зрелищем, и откликнулась на рекламу ранчо Miller Brothers 101 Ranch, приглашавшую на обучение девушек-наездниц, участниц родео. Её обучили гимнастической верховой езде, и уже в апреле 1910 года она выступала на шоу 101 Ranch Real Wild West Show в Сент-Луисе (штат Миссури).
Девушка так позднее рассказывала об этом своём первом выступлении:
[Я] уже практиковалась в подборе носового платка с земли на полном скаку. Когда опытные наездники сказали мне, что так я могу получить удар [копытом] по голове, я не обратила на это внимания. Я верила, что такие вещи могут случиться с другими, но никогда не могут случиться со мной. Мы объехали все США, и сезон закончился слишком быстро. Мне было жаль, когда пришлось возвращаться домой, и я с трудом смогла дождаться открытия [нового сезона] в Бостоне весной 1911 года.

Оригинальный текст (англ.)(I) was already practicing picking up a handkerchief from the ground at full gallop. When veteran riders told me I could get kicked in the head, I paid no heed. Such things might happen to others, but could never happen to me, I believed. We barnstormed all over the US and the season ended all too soon. I was sorry when I had to go home, and could hardly wait to open in Boston in the spring of 1911.

### Начало карьеры: 1911—1920
В 1911 году шоу, в котором она участвовала — Miller-Arlington Show, неожиданно закрылось. Роуз вместе со своими коллегами оказалась в затруднительной ситуации в районе Венис (город Лос-Анджелес, штат Калифорния). О невесёлом положении труппы узнал известный кинопродюсер, «отец вестерна», Томас Инс, который нанял весь коллектив на временную работу, на зиму 1911/1912, положив каждому жалованье 8 долларов в неделю (ок. 240 долларов в ценах 2023 года). Новоиспечённые киноактёры остались жить в районе Венис, где располагались конюшни, и каждое утро преодолевали около восьми километров до каньона Топанга, где проходили съёмки. Эти актёры и актрисы участвовали в массовке. В 1912 году Гибсон зарабатывала уже 15 долларов в неделю (ок. 449 долларов в ценах 2023 года), впечатлив продюсеров и режиссёров своим мастерством. В перерывах между съёмками девушка также принимала участие в родео. В 1913 году на одном из таких мероприятий Гибсон показывала номер «Стоящая женщина», и этим выступлением очень впечатлила одного из спонсоров. Он предложил профинансировать для неё родео-тур по стране, оплатив все расходы и разделив выигрыш. Девушка приняла предложение, и переехала на ранчо этого инвестора близ города Пендлтон (штат Орегон). Там она каждый день работала с лошадьми, тренируясь в новых акробатических трюках. В Пендлтоне она познакомилась с родео-чемпионом (позднее стал известным киноактёром, продюсером и режиссёром) Хутом Гибсоном. Они начали работать вместе, и на родео в Солт-Лейк-Сити они выиграли всё — эстафету, женский забег стоя, трюковую езду, а Хут также выиграл гонку «Пони-экспресс», но организатор родео уехал из города, и в итоге они не получили ни цента из призовых денег. В сентябре 1913 года в Пендлтоне пара связала себя узами брака, и актриса стала зваться Хелен Гибсон. После этого они вернулись в Лос-Анджелес, где продолжили работать киноактёрами массовки.
В апреле 1915 года Гибсон исполнила беспрецедентный для женщины каскадёрский трюк: прыжок с крыши станции на крышу движущегося поезда. Это случилось в эпизоде «Девичья выдержка» киносериала «Опасности Хелен». Затем девушка показала ещё один великолепный трюк: чтобы догнать убегающий поезд, она отсоединяла упряжку лошадей, ехала на них стоя, а затем ловила веревку, свисающую с моста, и использовала её, чтобы спрыгнуть с лошадей на поезд, когда он проезжал под мостом. Оценив это, киностудия Kalem повысила ей жалованье до 50 долларов в неделю (ок. 1465 долларов в ценах 2023 года).
В 1917 году Гибсон показала ещё один примечательный трюк (в малоизвестном киносериале «Дочь Дэринга»): двигаясь на высокой скорости на мотоцикле в погоне за уезжающим грузовым поездом, она проехала сквозь деревянные ворота, полностью разрушив их, поднялась на платформу станции и через открытые двери товарного вагона, стоящего на запасном пути, впрыгнула в двигающийся поезд, а её мотоцикл всё это время летел по воздуху, пока не приземлился на платформу в проходящем поезде.
К 1919 году Гибсон работала на киностудию Universal Pictures, получая 125 долларов в неделю (ок. 2463 долларов в ценах 2023 года). Затем актриса подписала контракт с Capital Film Company, которая пообещала ей фантастические 300 долларов в неделю, однако в мае 1920 года эта киностудия обанкротилась.
В конце 1918 года из армии вернулся муж Хелен, Хут Гибсон, который с удивлением обнаружил, что за время его отсутствия жена стала довольно известной киноактрисой. Это сильно задело его самолюбие, поэтому в 1920 году пара развелась. Перепись населения 1920 года (проводилась 5 января) показала, что они жили раздельно, при этом Хут указал своё семейное положение как «женат», а Хелен — как «вдова».

### После 1920 года
К 1921 году Гибсон получала 450 долларов в неделю (ок. 6633 долларов в ценах 2023 года). Летом 1921 года актриса попала в больницу с перитонитом, но врачи спасли ей жизнь. Через некоторое время девушка снова начала сниматься, восстановившись после операции. В сентябре 1921 года она снова попалась на удочку мошенников: нанявшая её киностудия обанкротилась и исчезла, ничего не заплатив ни актёрам, ни съёмочной группе. Выяснилось, что Гибсон начала вести прежний образ жизни слишком рано, не до конца восстановившись после операции, поэтому снова попала в больницу. На этот раз ей пришлось заплатить за лечение очень крупную сумму: она продала свой автомобиль, ювелирные украшения, мебель.
Весной 1924 года она устроилась в цирк Ringling Bros. and Barnum & Bailey Circus. Там в течение двух с половиной лет она выступала в паре с известным будущим киноактёром и продюсером Кеном Мэйнардом.
В сентябре 1926 года Гибсон покинула Ringling Bros. and Barnum & Bailey Circus и стала членом труппы хопи, начала выступать в окрестностях Бостона в «водевиль-цирке Ки́та».
В 1927 году она вернулась в кинематограф. Гибсон дублировала в сложных сценах таких звёзд как Луиз Фазенда, Айрин Рич, Эдна Мэй Оливер, Мари Дресслер, Марджори Мэйн, Мэй Робсон, Эстер Дейл, Этель Берримор, Мэрион Шиллинг. Помимо этого она много участвовала в обычных, не каскадёрских съёмках, но в эпизодических ролях, как правило без указания в титрах. Также Хелен стала почётной гостьей благотворительных родео и таких мероприятий, как, например, «ежегодная выставка лошадей в Санта-Барбаре».
В 1935 году Гибсон повторно вышла замуж. В 1940 году её муж ушёл на фронт, и не видел жену несколько лет. В начале 1940-х годов она стала казначеем «сестринской организации каскадёрш» (англ. stunt girl's fraternal organization).
В 1951 году Гибсон сыграла небольшую роль самой себя (актриса немого кино на пенсии) в известном фильме «Голливудская история» — здесь она получила 55 долларов за одну сцену (ок. 670 долларов в ценах 2023 года). За эту роль Голливудская торговая палата вручила ей (и каждому актёру и актрисе эпохи немого кино, принявших участие в роли самих себя в этой ленте) памятную табличку с текстом «За ваш выдающийся вклад в искусство и науку кинематографа, за удовольствие, которое вы доставили миллионам людей по всему миру, и за вашу помощь в превращении Голливуда в мировую столицу киноискусства».
Актриса продолжала сниматься в эпизодических ролях до 1954 года, после чего с мужем уехала жить на озеро Тахо. В 1959 и 1962 годах она ещё разово появилась в крохотных ролях в двух кинофильмах и одном эпизоде одного телесериала, после чего её кинокарьера была окончена. В начале 1960-х годов Гибсон с мужем вернулись в Лос-Анджелес, поселившись в районе Панорама-Сити. В январе 1962 года 69-летняя актриса официально вышла на пенсию. В знак признания заслуг из фонда киноиндустрии ей была назначена пенсия 200 долларов в месяц (ок. 1960 долларов в ценах 2023 года) плюс социальное обеспечение. После этого Гибсон с мужем переехали в город Розберг (штат Орегон), где провели последние годы своей жизни.
Хелен Гибсон скончалась 10 октября 1977 года от сердечной недостаточности в Розберге, ей было 85 лет.

### Личная жизнь
- 6 сентября 1913 года Хелен вышла замуж за родео-чемпиона (позднее стал известным киноактёром, продюсером и режиссёром) Хута Гибсона[англ.] (1892—1962), 25 сентября 1920 года последовал развод.
- 5 августа 1935 года Хелен вышла замуж за студийного электрика по имени Клифтон Джонсон. В 1940—1945 годах он служил военно-морским инженером на кораблях ВМФ США[3]. Брак продолжался 42 года до самой смерти актрисы в октябре 1977 года.

## Избранная фильмография

### Актриса
В титрах указана
- 1914—1917 — Опасности Хелен[англ.] / The Hazards of Helen — Хелен
- 1931 — Молниеносный воин[англ.] / The Lightning Warrior — первопроходец (в 1-й и 2-й сериях)
- 1936 — Последний бой Кастера[англ.] / Custer's Last Stand — Бедовая Джейн (в 4—7 и 10-й сериях)
- 1951 — Голливудская история / Hollywood Story — в роли самой себя (актриса немого кино на пенсии)

В титрах не указана
- 1935 — Невеста Франкенштейна / Bride of Frankenstein — селянка
- 1936 — Беззаконные девяностые[англ.] / The Lawless Nineties — горожанка
- 1936 — Ветры пустыни[англ.] / Winds of the Wasteland — жена поселенца
- 1936 — Скачи, рейнджер, скачи[англ.] / Ride Ranger Ride — женщина в караване повозок
- 1937 — Джим из джунглей[англ.] / Jungle Jim — миссис Реймонд
- 1937 — Серенада Запада[англ.] / Git Along Little Dogies — жена Дуайра
- 1938 — Танцы в старом амбаре[англ.] / The Old Barn Dance — женщина на танцах
- 1939 — Дилижанс / Stagecoach — женщина в салуне
- 1939 — Пограничный горизонт[англ.] / New Frontier — миссис Тёрнер
- 1940 — Молодой Билл Хикок[англ.] / Young Bill Hickok — женщина с ретрансляционной станции
- 1941 — Поющий холм[англ.] / The Singing Hill — Эмми Уолтерс
- 1941 — Закат в Вайоминге[англ.] / Sunset in Wyoming — жертва наводнения
- 1944 — Кульминация[англ.] / The Climax — член аудитории
- 1946 — Алый всадник[англ.] / The Scarlet Horseman — горожанка
- 1952 — Горизонты Запада[англ.] / Horizons West — горожанка
- 1953 — Город, который никогда не спит / City That Never Sleeps — женщина
- 1953 — Человек из Аламо / The Man from the Alamo — женщина в караване повозок
- 1959 — Кавалеристы / The Horse Soldiers — горожанка
- 1960 — Джонни Ринго[англ.] / Johnny Ringo — горожанка (в эпизоде Dead Wait)
- 1962 — Человек, который застрелил Либерти Вэланса / The Man Who Shot Liberty Valance — горожанка

### Каскадёр
Во всех случаях без указания в титрах
- 1914—1917 — Опасности Хелен[англ.] / The Hazards of Helen — в 69 сериях; дубляж Хелен Холмс
- 1931 — Молниеносный воин[англ.] / The Lightning Warrior — дубляж Джорджии Хейл
- 1932 — Последний из могикан[англ.] / The Last of the Mohicans
- 1936 — Последний бой Кастера[англ.] / Custer's Last Stand
- 1936 — Беззаконные девяностые[англ.] / The Lawless Nineties
- 1936 — Скачи, рейнджер, скачи[англ.] / Ride Ranger Ride
- 1937 — Джим из джунглей[англ.] / Jungle Jim
- 1937 — Серенада Запада[англ.] / Git Along Little Dogies
- 1937 — Уэллс Фарго[англ.] / Wells Fargo
- 1938 — Танцы в старом амбаре[англ.] / The Old Barn Dance
- 1939 — Дилижанс / Stagecoach
- 1939 — Пограничный горизонт[англ.] / New Frontier
- 1941 — Поющий холм[англ.] / The Singing Hill
- 1946 — Алый всадник[англ.] / The Scarlet Horseman

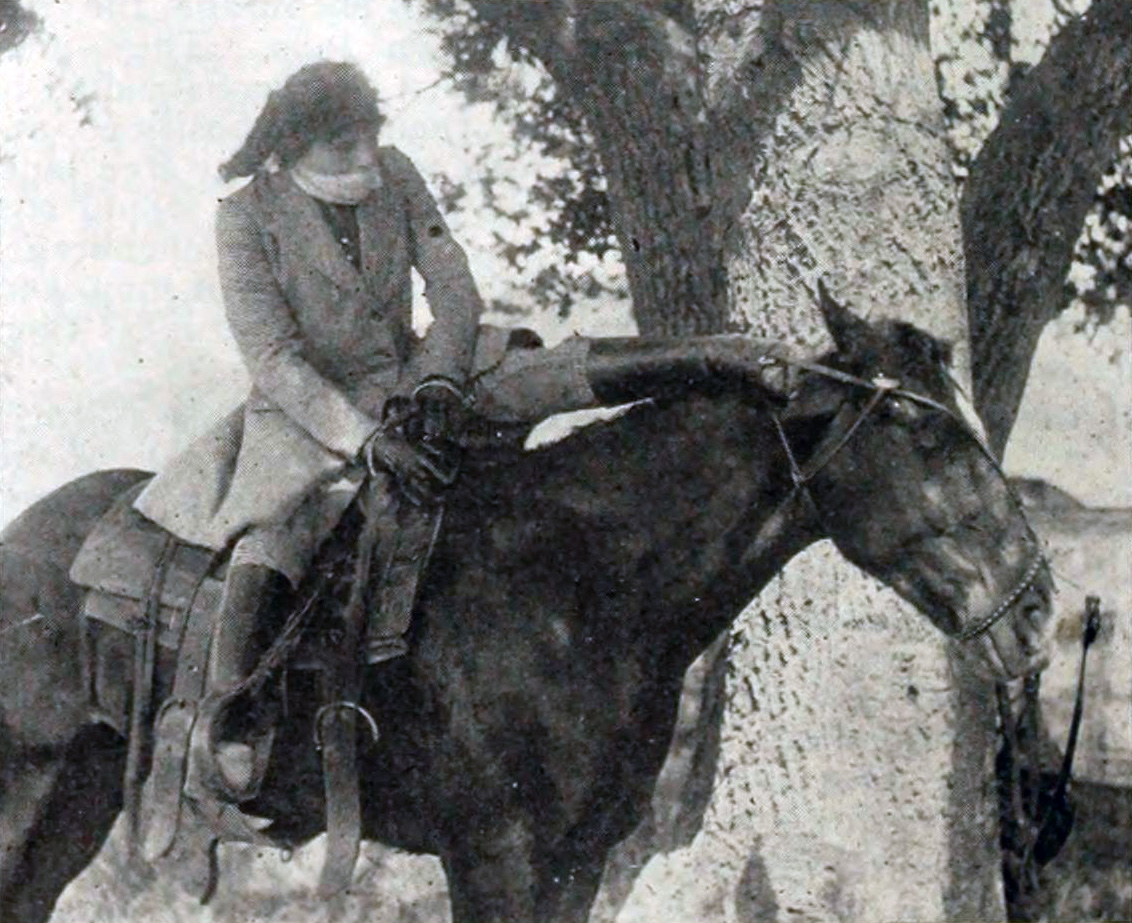
В фильме «Захват Рыжего Стэнли» (1916)
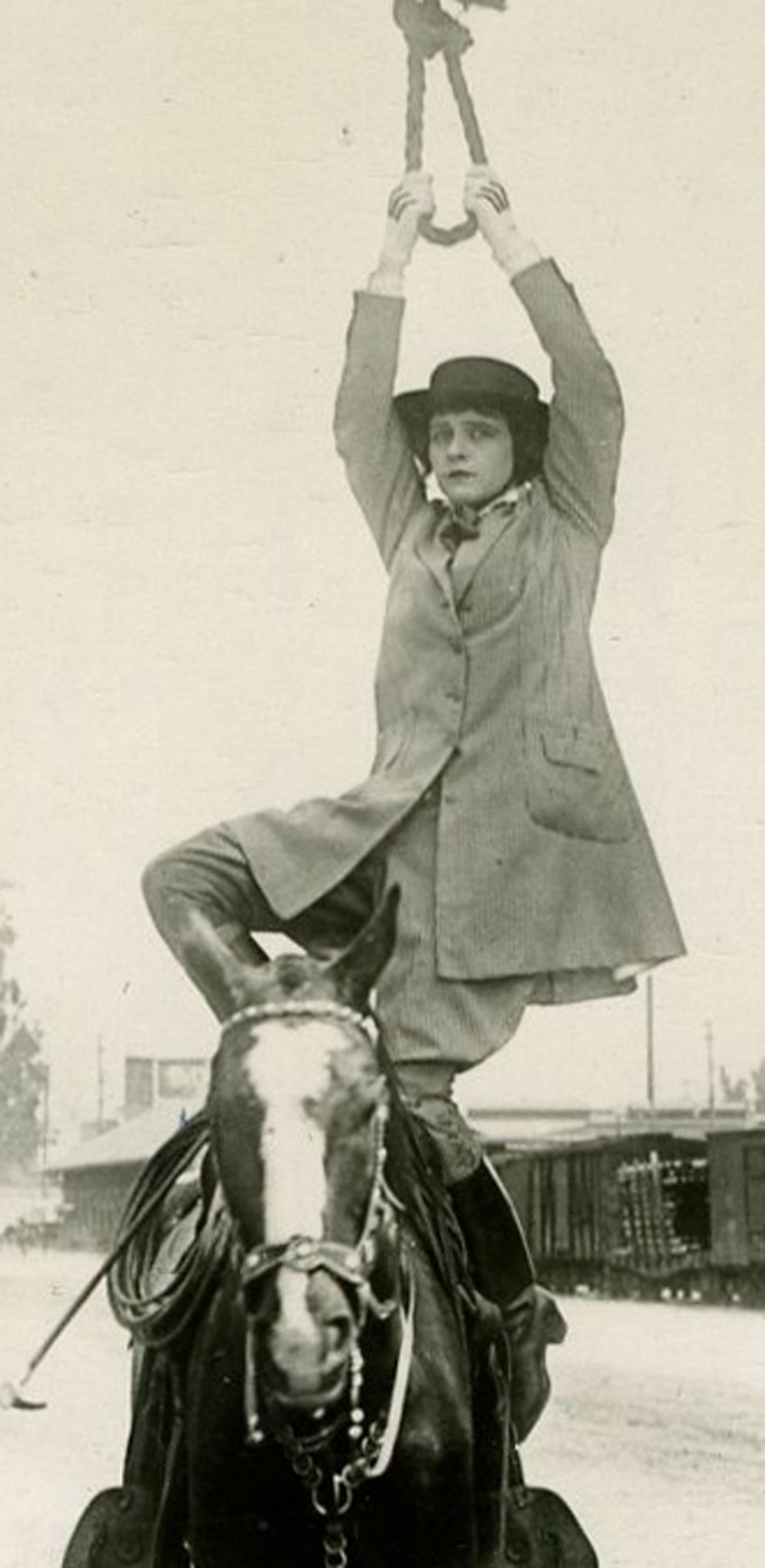
В киносериале «Опасности Хелен[англ.]» (1916)
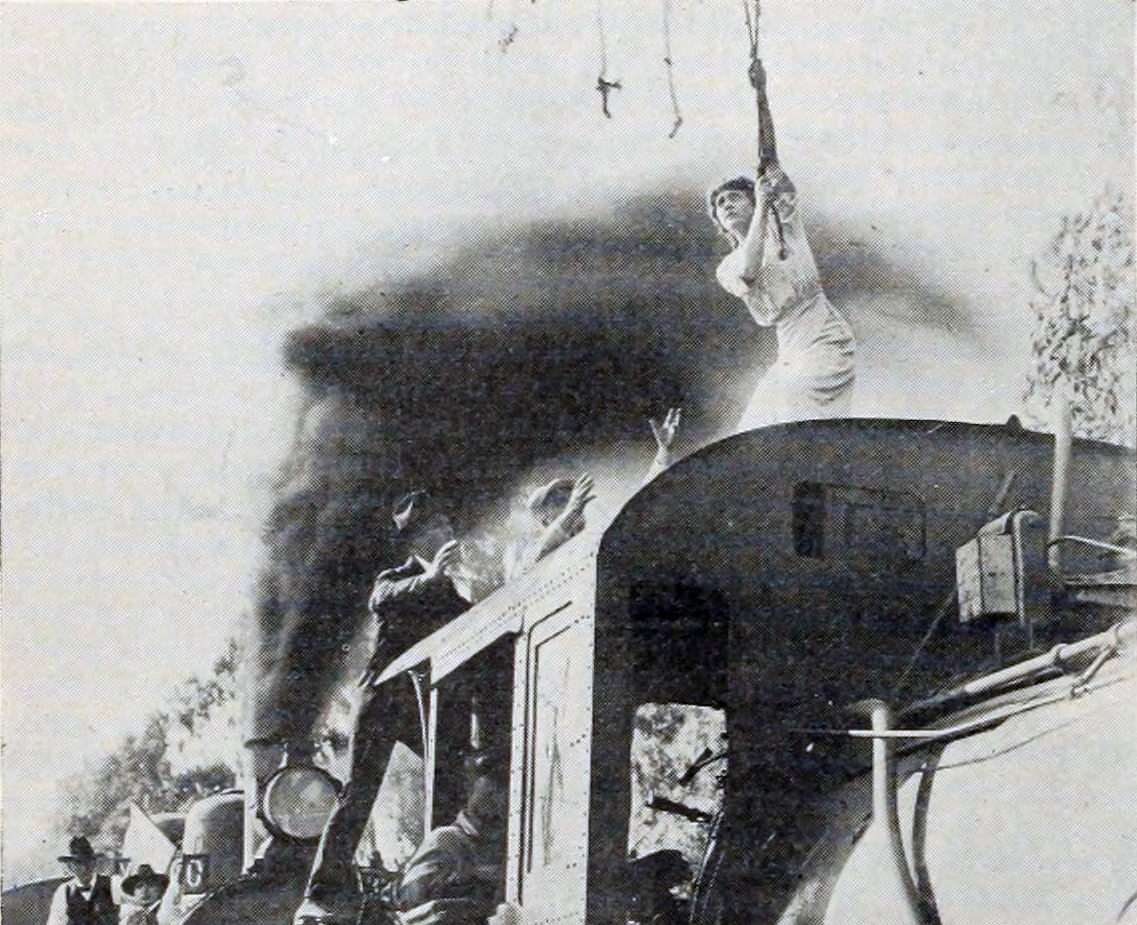
В фильме «Спасти дорогу» (1916)
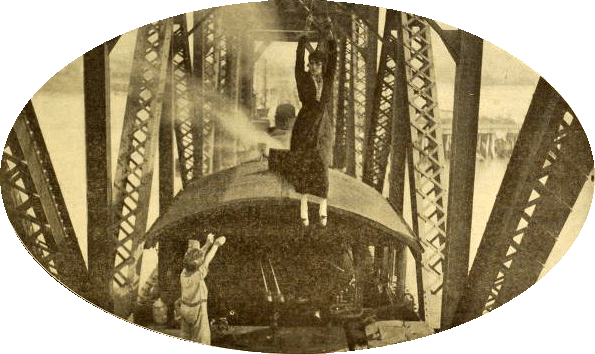
В киносериале «Дочь Дэринга» (1917)
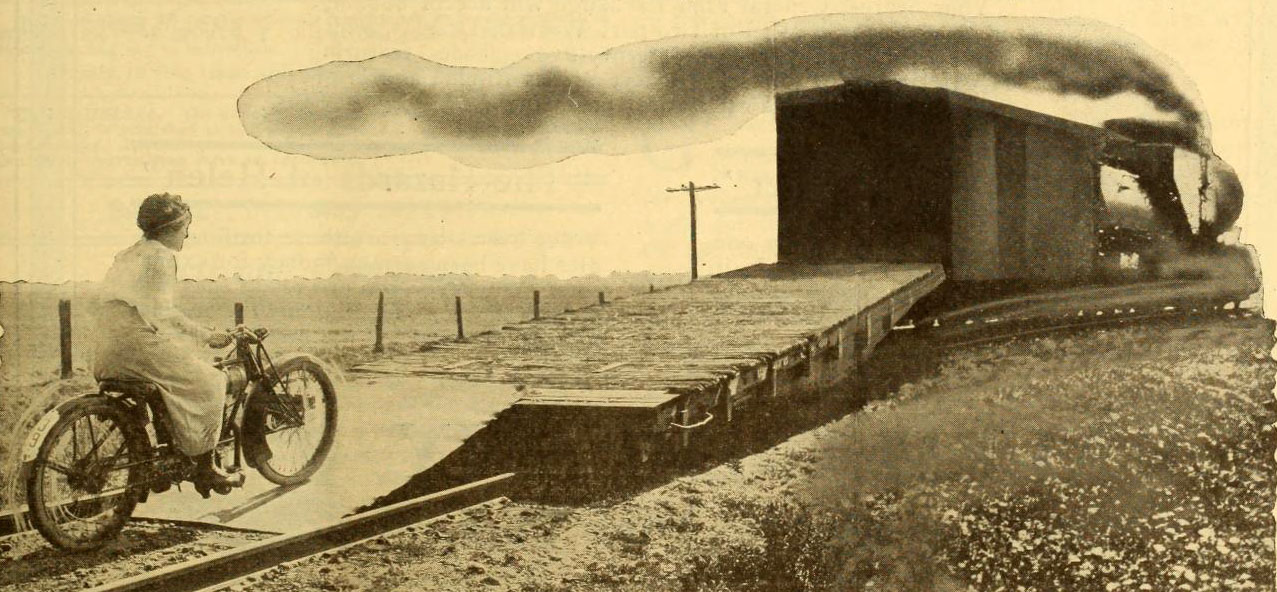
В фильме «Путь опасности» (1917)
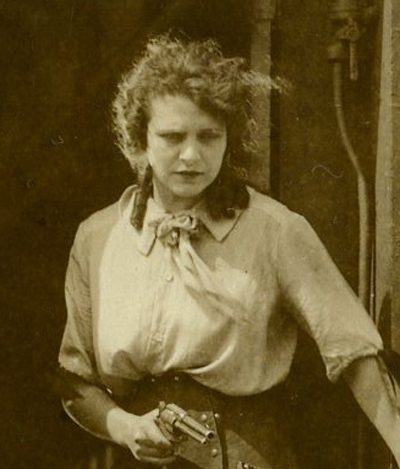
Фото ок. 1920 года
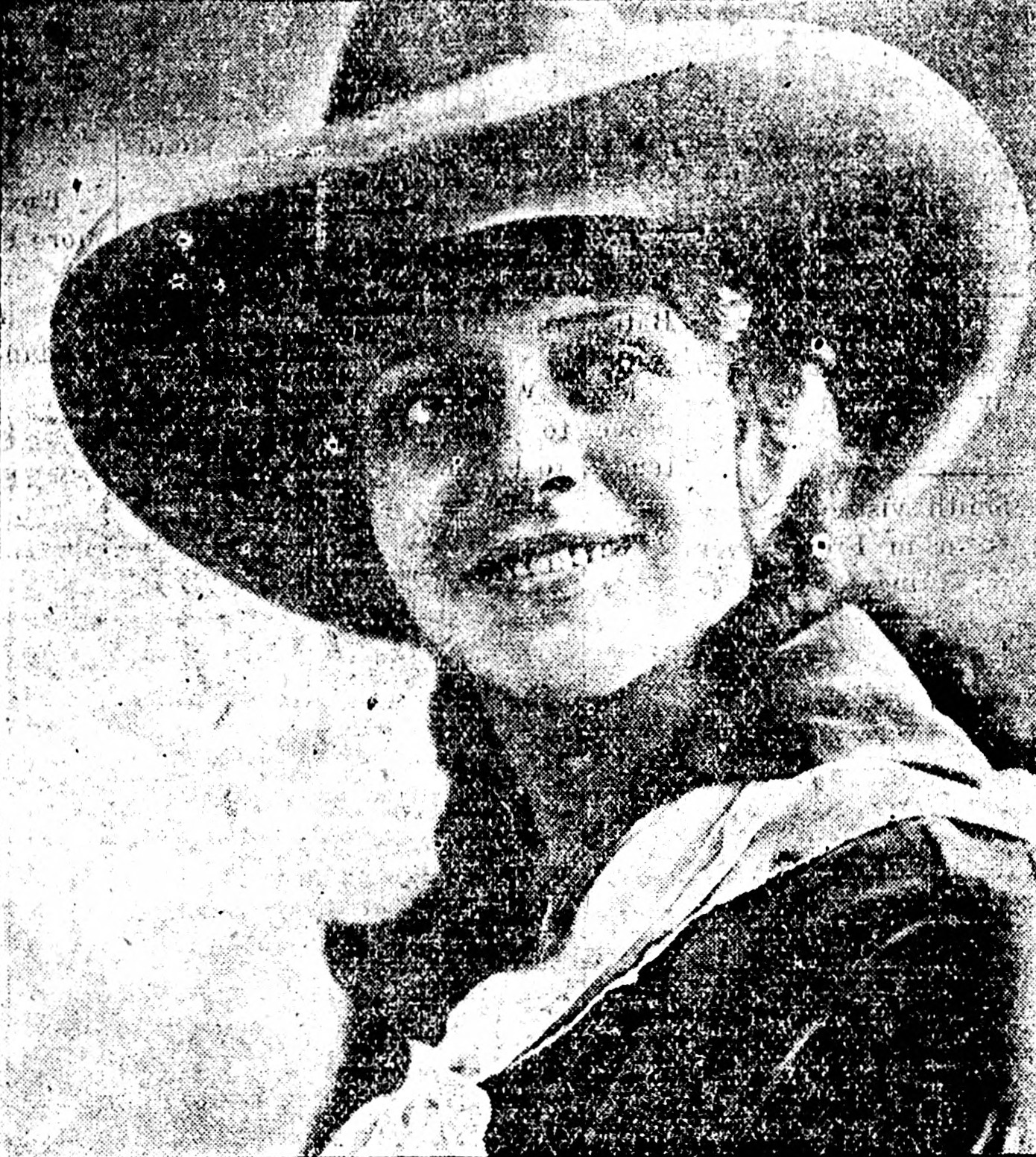
Фото 1922 года